# Bill Scott (actor de voz)
William John "Bill" Scott (2 de agosto de 1920 – 29 de noviembre de 1985) fue un actor de voz, guionista y productor televisivo de programas de dibujos animados de nacionalidad estadounidense, asociado principalmente con Jay Ward y con United Productions of America.

## Carrera
Nacido en Filadelfia, Pensilvania, durante la Segunda Guerra Mundial sirvió en la First Motion Picture Unit del Ejército de los Estados Unidos, en la cual servía el Teniente Ronald Reagan, y donde trabajó con animadores como Frank Thomas. Tras la Guerra pasó a ser guionista de Warner Bros., trabajando principalmente en los dibujos animados de Bugs Bunny. Más adelante trabajó en el vanguardista estudio United Productions of America, siendo uno de los guionistas que adaptó la historia original de Dr. Seuss al corto de 1951 ganador de un Premio Oscar Gerald McBoing-Boing, producción que posteriormente se adaptó a la televisión. En ese mismo estudio hizo la adaptación de 1953 nominada al Oscar de la obra de Edgar Allan Poe El corazón delator.
Scott empezó a trabajar como actor de voz colaborando con Jay Ward como primer guionista y coproductor, interviniendo en series televisivas como The Rocky and Bullwinkle Show (destacando su doblaje de los personajes Bullwinkle J. Moose y Dudley Do-Right). También escribió muchos anuncios comerciales de General Mills, ya que General Mills era patrocinador de The Rocky and Bullwinkle Show, y de Quaker Oats Company, destacando en este caso sus anuncios de los cereales Cap'n Crunch. La voz de Rocky, Nell Fenwick y otros muchos personajes femeninos era la de June Foray, aunque la esposa de Scott, Dorothy, también encarnaba a varios de ellos.
Scott también participó en George of the Jungle, interpretando a George, Super Chicken, y Tom Slick, así como en Fractured Flickers y Hoppity Hooper, interpretando a Fillmore Oso. Scott también hizo actuaciones en imagen real en el programa televisivo The Duck Factory, protagonizado por Jim Carrey, y en el cual además trabajaban los actores de voz Don Messick y Frank Welker. En el episodio "The Annie Awards", Scott interpretaba al presentador de una ceremonia de entrega de premios para artistas de dibujos animados.

## Últimos años
Hacia el final de su carrera Scott colaboró con Walt Disney Animation Studios, empresa para la que dio voz a Moosel en Los Wuzzles y a Gruffi Gummi en los Osos Gummi (Corey Burton le sustituyó tras su muerte). Los Osos Gummi, su último trabajo, le sirvió para volver a colaborar con June Foray, su compañera de reparto en Rocky and Bullwinkle. 
Scott fue también un buen cantante y actor teatral, actuando en un grupo teatral de Tujunga (Los Ángeles) llamado los Foothill Curtain Raisers. Era especialmente conocido su talento interpretando a Gilbert y Sullivan, y ayudó a cumplir sus aspiraciones a muchos actores y músicos. Además, dedicó buena parte de su tiempo a ayudar a jóvenes en dificultad.
Bill Scott falleció a causa de un infarto agudo de miocardio el 29 de noviembre de 1985 en Tujunga, en Los Ángeles, California. Le sobrevivieron su esposa, Dorothy, y sus tres hijos. 